# Laurent Guétal

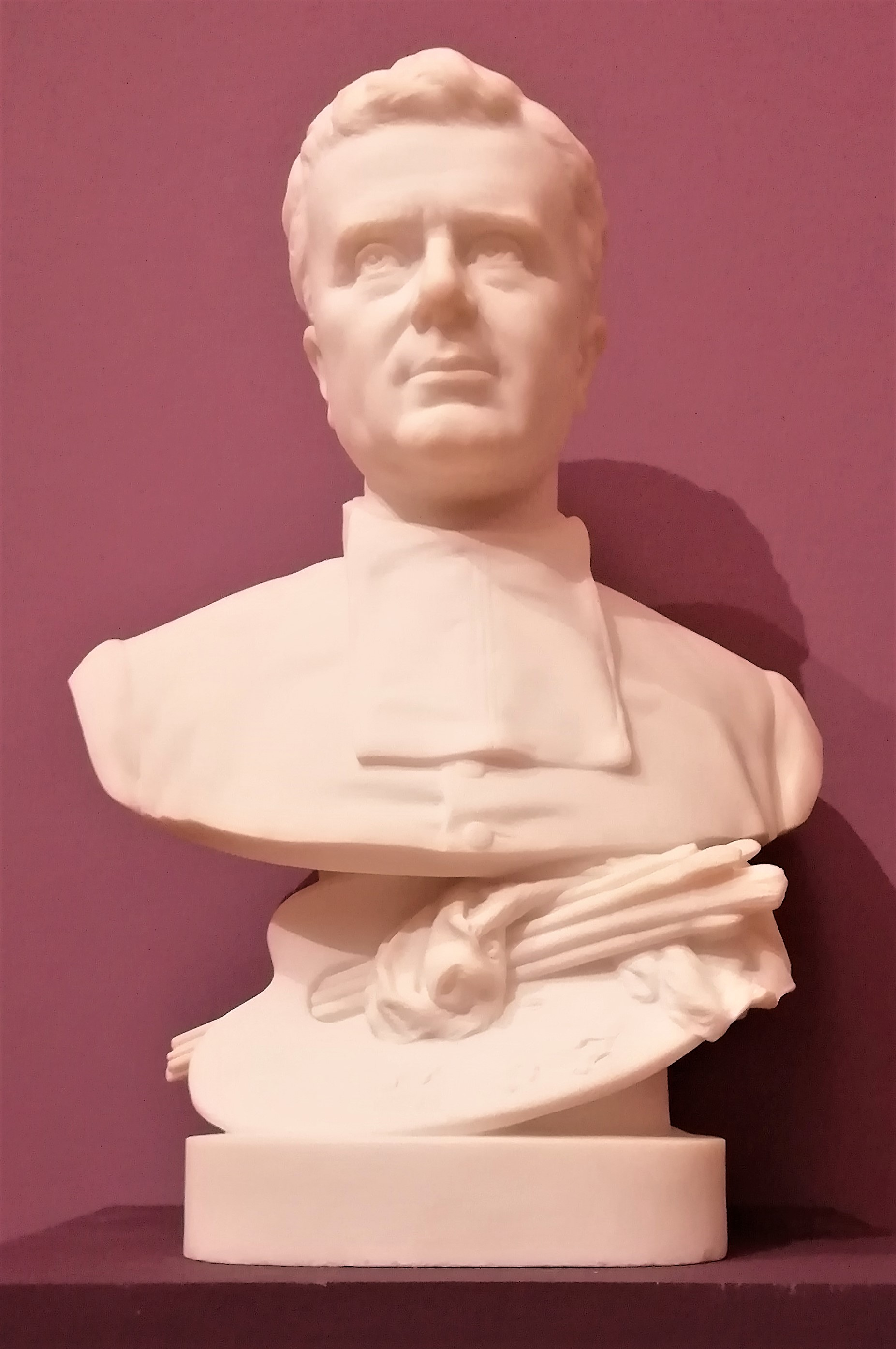
Laurent Guétal por
Aimé Charles Irvoy

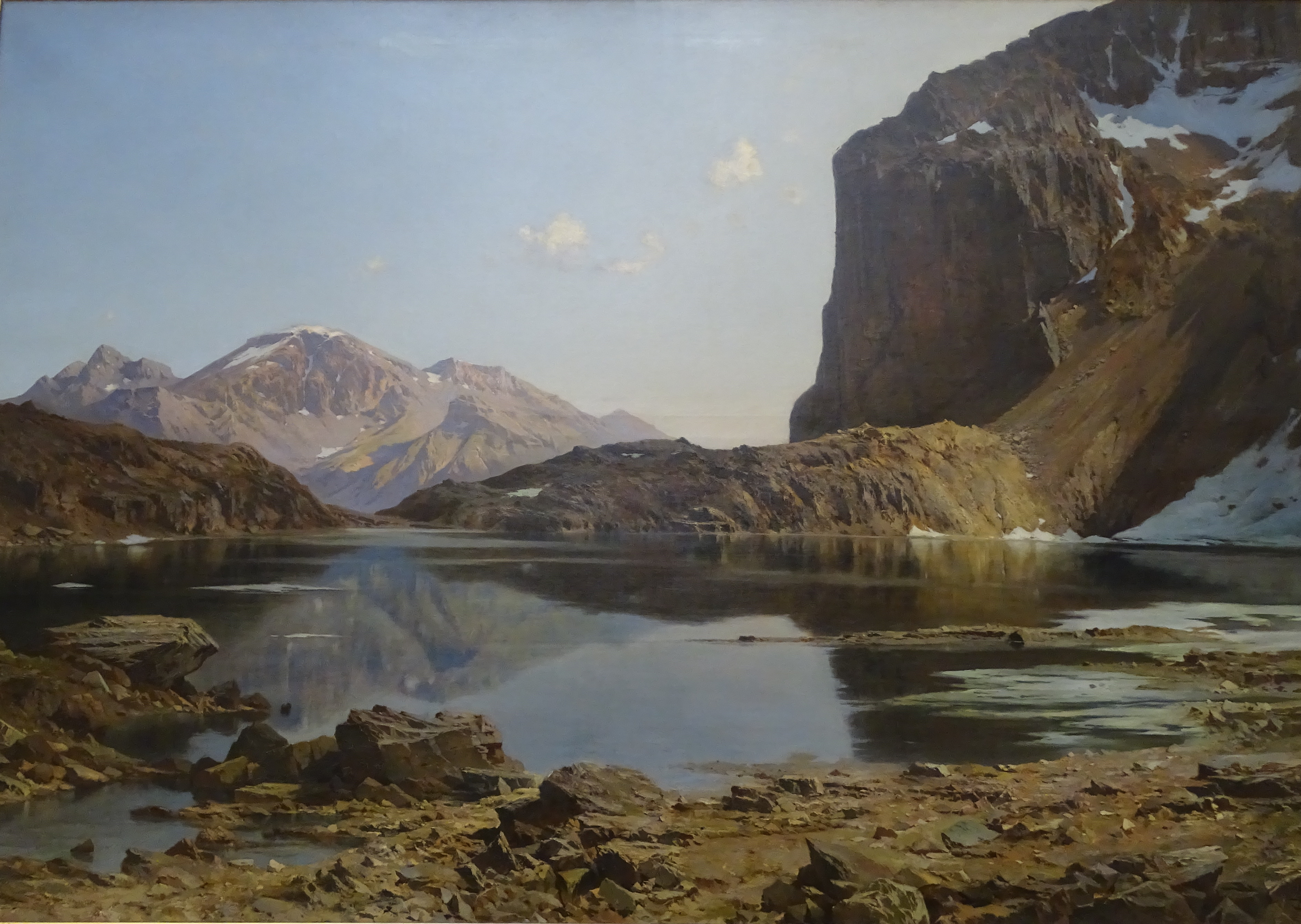
El Lago de Eychauda

Laurent Guétal, también conocido como el Abbé Guétal (Vienne, 12 de diciembre de 1841-Grenoble,18 de febrero de 1892) fue un pintor paisajista francés y sacerdote católico.

## Vida y obra
Fue ordenado sacerdote en 1862 y pasó gran parte de su vida en el Seminario menor de Rondeau, cerca de Grenoble. La mayoría de sus obras fueron pintadas en los alrededores.
Su principal influencia estilística provino de Jean Achard, pero finalmente adoptó un enfoque más puramente realista. Estuvo asociado con la Escuela de Crozant y fue uno de los primeros miembros de la escuela de paisajistas del Delfinado, que incluía a Ernest Victor Hareux y a Charles Bertier.
Fue expositor habitual en el Salón de París, desde 1882 hasta 1889. Una de sus obras más conocidas, que representa el lago de Eychauda, recibió un premio allí en 1886 y fue elegida para exhibirse en la Exposition Universelle (1889). Actualmente se puede ver en el Museo de Grenoble. Su ciudad natal tiene otra obra muy conocida, «El fin del mundo en Allevard», en el Museo de bellas artes y de arqueología de Vienne.
Está enterrado en el cementerio de Saint Roch. La mayor parte de sus obras se pueden ver en el Museo de Grenoble.